# Nan’an (sockenhuvudort i Kina, Jiangxi Sheng, lat 27,81, long 115,23)
Nan'an är en sockenhuvudort i Kina. Den ligger i provinsen Jiangxi, i den sydöstra delen av landet, omkring 120 kilometer sydväst om provinshuvudstaden Nanchang. Antalet invånare är 8 243. Befolkningen består av 3 998 kvinnor och 4 245 män. Barn under 15 år utgör 21,0 %, vuxna 15-64 år 66 %, och äldre över 65 år 12,0 %.
Runt Nan'an är det ganska tätbefolkat, med 129 invånare per kvadratkilometer. Närmaste större samhälle är Luofang, 12,3 km väster om Nan'an. Trakten runt Nan'an består till största delen av jordbruksmark.
Genomsnittlig årsnederbörd är 2 066 millimeter. Den regnigaste månaden är juni, med i genomsnitt 330 mm nederbörd, och den torraste är oktober, med 24 mm nederbörd.